# Marosszentanna község
Marosszentanna község (románul: Comuna Sântana de Mureș) község Maros megyében, Romániában. Központja Marosszentanna, beosztott falvai Marosbárdos, Udvarfalva, Várhegy.

## Népessége
A 2011-es népszámlálás adatai alapján a község népessége 5723 fő volt.
| · Marosszentanna község nemzetiségi összetétele 2021-ben Román (53,61%) Magyar (32,8%) Cigány (6,5%) Ismeretlen (6,88%) Egyéb (0,21%) | · Marosszentanna község felekezeti összetétele 2021-ben Ortodox (49,11%) Református (28,25%) Adventista (5,16%) Római katolikus (3,01%) Pünkösdista (2,31%) Görög katolikus (1,01%) Ismeretlen (8,02%) Egyéb (3,13%) |